# Foseta loreal

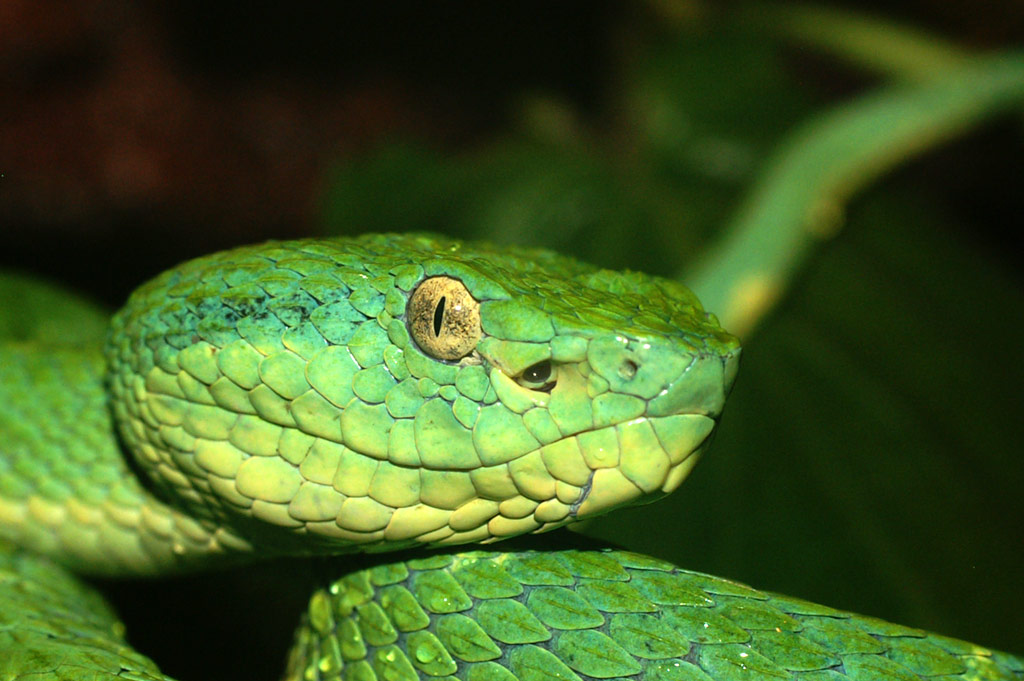
Bothriechis lateralis. La foseta loreal es visible entre el ojo y el orificio del hocico.

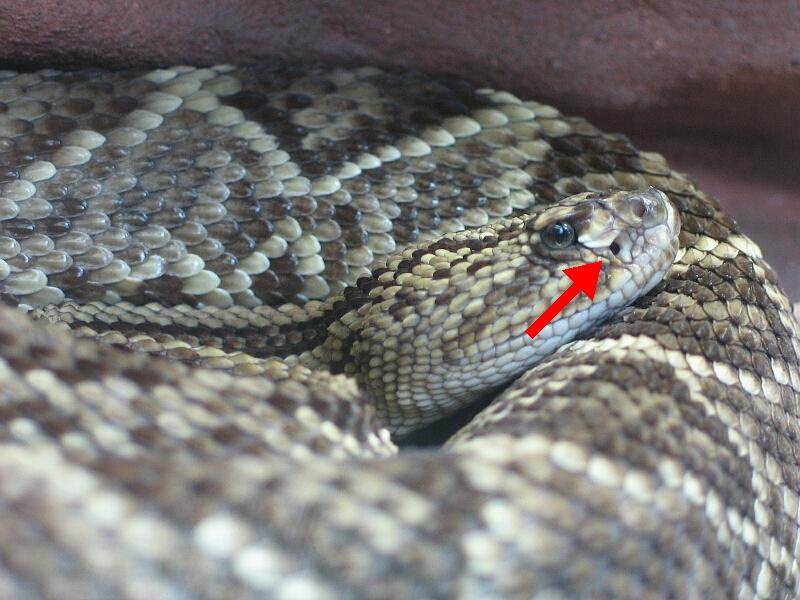
Crotalus durissus.

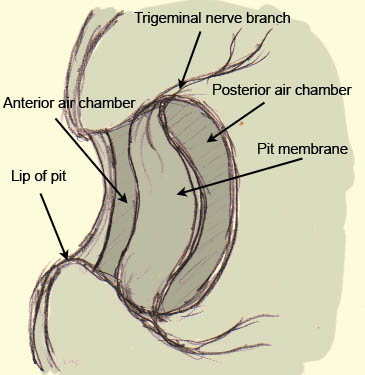
Diagrama de la foseta loreal.

La foseta loreal — también conocida como cavidad termorreceptora — es la profunda depresión, o fosa, en el lorum de cada lado de la cabeza de las serpientes crotalinas (víboras de foseta). Está situada entre el ojo y el orificio del hocico, pero por debajo de la línea que corre entre los centros de cada uno, y tiene como función percibir el calor emitido por una posible presa. Es la apertura externa de un órgano termorreceptor muy sensible. La foseta loreal está bordeada por unas escamas lacunares.
La foseta loreal tiene una estructura compleja y es muy similar a las de las fosetas termorreceptoras labiales encontradas en los boas y pitones. El orificio es profundo y localizado en una cavidad maxilar. La membrana es como un tímpano que divide la foseta en dos secciones de diferente tamaño, con el mayor de las dos al frente y expuesto al medio ambiente. Las dos partes están conectadas a través de un tubo o conducto estrecho, que puede ser abierto o cerrado por un grupo de músculos que lo rodean. Mediante el control de este tubo, la serpiente puede equilibrar la presión del aire en ambos lados de la membrana. La membrana tiene muchas terminaciones de nervios llenas de mitocondria. Succínico deshidrogenasa, deshidrogenasa láctica, adenosín trifosfato, monoamino oxidasa, esterasas generalizadas y acetilcolina esterasa también se han encontrado en ella.
Cuando la presa entra en el rango de detección, la radiación infrarroja que cae sobre la membrana permite a la serpiente de determinar su dirección. Teniendo uno de estos órganos en ambos lados de la cabeza produce un efecto estéreo que permite registrar la distancia, así como la dirección. Experimentos han demostrado que, cuando se les priva de sus sentidos de vista y olfato, las víboras de foseta pueden atacar con precisión a objetos en movimiento si estos son por lo menos 0,2°C más calientes que la temperatura ambiental.
Aparentemente las fosetas loreales funcionan como un par de ojos primitivos, y  aunque no se sabe si en las experiencias de las serpientes este sentido se traduce en una imagen visual o en alguna otra forma. Sin embargo, es evidente que estos órganos son de gran valor para un depredador que caza de noche.